# Fabiola Letelier del Solar
Fabiola Letelier del Solar (Temuco, 17 de juliol de 1929 - ?, 18 de novembre de 2021) va ser una advocada xilena, destacada pel seu activisme en defensa dels drets humans a Xile i a tota l'Amèrica Llatina.
Nascuda el 17 de juliol de 1929 a la localitat de Temuco, a la regió de l'Araucània, va ser la segona de tres fills, del matrimoni entre Inés del Solar Rosenberg i Orlando Letelier Ruiz. L'any 1963 es va llicenciar en Dret a la Universitat de Xile. Entre 1974 i 1976 va exercir de secretària executiva de recepció per a la delegació xilena a la Conferència de Nacions Unides sobre el Comerç i el Desenvolupament al Tercer Món, al mateix temps que s'iniciava a treballar amb sis advocats més a l'equip jurídic del Comitè de Cooperació per a la Pau. També va ser la fundadora i presidenta entre 1980 i 1998 de la Corporació de Promoció i Defensa dels Drets del Poble (CODEPU), així com membre de l'equip jurídic de la Vicaria de la Solidaritat.
Va ser la germana gran d'Orlando Letelier, ambaixador de Xile als Estats Units i ministre de Defensa del govern de Salvador Allende. Per aquesta raó va ser l'advocada demandant en el cas que envoltava l'assassinat del seu germà el 1976. En conseqüència, va aconseguir que fos condemnat el cap de la Direcció d'Intel·ligència Nacional (DINA), Manuel Contreras, per l'assassinat del seu germà a Washington DC, operació de la que també va participar l'Agència Central d'Intel·ligència estatunidenca. El 23 de juliol de 2018 va ser guardonada amb el Premi Nacional de Drets Humans de Chile, atorgat per l'Institut Nacional de Drets Humans xilè, «per la seva incansable tasca en la cerca de la veritat i de la justícia».